# 明石市立朝雾中学校
明石市立朝雾中学校（日语：明石市立朝霧中学校）位于日本兵库县明石市大藏谷奥的公立中学校。

## 概要
- 儿童数：179名、学级数：16（平成19年）
- 校长：沟口薫（第12代校长、2007年4月 - ）

## 沿革
1969年2月，明舞地区新设中学校1970年（昭和45年）4月开校。
1970年2月，「明石市立朝雾中学校」之校名决定。校章（校徽）作成。
1977年4月，松丘南小学校之校地、校舍交换、学校所在地变更。
1980年5月，学校创立10周年纪念式典举行。
1995年1月，阪神淡路大震灾校舍被自然灾害所害。
1999年7月，大规模改修工事实行。

## 关连项目
- 兵库县中学校一览